# Rajon Mjory

Rajon Mjory, Karte

Der Rajon Mjory (belarussisch Міёрскі раён; russisch Миорский район) ist eine Verwaltungseinheit im Nordwesten der Wizebskaja Woblasz in Belarus mit dem administrativen Zentrum in der Stadt Mjory. Der Rajon hat eine Fläche von 1786 km² und umfasst 482 Ortschaften.

## Geographie
Der Rajon Mjory liegt im nordwestlichen Teil der Wizebskaja Woblasz. Die Nachbarrajone in der Woblast Wizebsk sind im Nordosten Werchnjadswinsk, im Südosten Polazk, im Süden Hlybokaje, im Südwesten Scharkouschtschyna und im Westen Braslau.